# 影星傑·凱利
《影星傑·凱利》（英語：Jay Kelly）是一部2025年英國、美國和義大利合拍的成長喜劇劇情片，由諾亞·包姆巴赫執導並與艾蜜莉·摩提默合作編劇，喬治·克隆尼、亞當·山德勒、蘿拉·鄧恩及比利·庫達普等全星陣容演出。本片講述了一位著名演員（克隆尼飾演）與經紀人（山德勒飾演）在歐洲旅行，反思彼此人生的選擇、關係與意義的故事。
《影星傑·凱利》2025年8月28日登上第82屆威尼斯影展正式競賽單元全球首映，角逐金獅獎。電影2025年11月14日在美國有限上映，2025年12月5日在Netflix全球上線。

## 演員
- 喬治·克隆尼飾演傑·凱利（Jay Kelly）[3]
- 亞當·山德勒飾演羅恩（Ron）
- 蘿拉·鄧恩飾演莉茲（Liz）
- 比利·庫達普
- 葛莉絲·愛德華（英语：Grace Edwards (American actress)）
- 史戴西·奇屈
- 芮莉·克亞芙
- 艾蜜莉·摩提默
- 派翠克·威爾森
- 妮可·萊基（英语：Nicôle Lecky）
- 塔德雅·格雷厄姆（英语：Thaddea Graham）
- 吉姆·布勞德本特
- 伊芙·休森
- 艾芭·羅爾瓦雀
- 連尼·亨利
- 喬許·漢米爾頓
- 葛莉塔·潔薇
- 艾拉·費雪
- 傑米·德梅特里尤（英语：Jamie Demetriou）
- 路易·帕特里奇
- 查理·羅維
- 派克·索耶（英语：Parker Sawyers）
- 帕齐·费伦（英语：Patsy Ferran）
- 拉斯·艾丁格
- 凱爾·索勒（英语：Kyle Soller）
- 湯姆·法蘭西斯（英语：Tom Francis (actor)）

## 製作
據2023年12月的報導，諾亞·包姆巴赫已與Netflix為下一部電影達成協議，喬治·克隆尼和亞當·桑德勒將擔任主演。波拜克與艾蜜莉·摩提默共同創作了劇本，艾咪·帕斯卡和大衛·海曼分別透過帕斯卡影業、盛日影业擔任監製。
其餘演出陣容於2024年3月起陸續公布；首先是蘿拉·鄧恩、比利·庫達普和芮莉·克亞芙，再來是吉姆·布勞德本特、帕齐·费伦、艾拉·費雪、葛莉塔·潔薇、路易·帕特里奇、艾芭·羅爾瓦雀及派翠克·威爾森，摩提默也將參與演出。
電影2024年3月起展開主要拍攝，拍攝地點包括紐約市、倫敦及托斯卡尼。瑞典攝影指導萊納斯·桑德格倫使用35毫米膠片拍攝本片。華尼里奧·波涅里（Valerio Bonelli）擔任剪輯師。據2025年1月底的報導，電影片名宣布為《影星傑·凱利》（Jay Kelly）。

## 音樂
據2025年7月的報導，尼可拉斯·布泰爾受聘譜寫本片的配樂。

## 發行
《影星傑·凱利》2025年8月28日登上第82屆威尼斯影展正式競賽單元全球首映，角逐金獅獎。電影也於2025年紐約影展放映。本片2025年11月14日在美國有限上映，2025年12月5日在Netflix全球上線。

## 外部連結
- 互联网电影数据库（IMDb）上《影星傑·凱利》的资料（英文）